# Dakota Dunes
Dakota Dunes ist eine Siedlung auf gemeindefreiem Gebiet im Union County im US-amerikanischen Bundesstaat South Dakota. Zu statistischen Zwecken ist der Ort zu einem Census-designated place (CDP) zusammengefasst worden. Im Jahr 2020 hatte Dakota Dunes 4020 Einwohner.

## Geografie
Dakota Dunes ist die südlichste und am niedrigsten gelegene Ortschaft South Dakotas. Dakota Dunes liegt an der Mündung des Big Sioux River in den Missouri, die zugleich die Schnittstelle der Bundesstaaten South Dakota, Iowa und Nebraska bildet.
Die geografischen Koordinaten von Dakota Dunes sind 42°29′15″ nördlicher Breite und 96°29′11″ westlicher Länge. Der Ort erstreckt sich über eine Fläche von 8,1 km² und bildet das Zentrum der Big Sioux Township.
Benachbarte Orte von Dakota Dunes sind neben dem auf der gegenüberliegenden Seite des Big Sioux River in Iowa liegenden Sioux City noch North Sioux City (7,2 km nördlich) und Jefferson (16,3 km nordwestlich) und South Sioux City (14,9 km ostsüdöstlich).
Die nächstgelegenen größeren Städte sind Sioux Falls (135 km nördlich), Fargo in North Dakota (518 km in der gleichen Richtung), Minneapolis in Minnesota (455 km nordöstlich), Rochester in Minnesota (450 km ostnordöstlich), Iowas Hauptstadt Des Moines (329 km südöstlich), Omaha in Nebraska (171 km südsüdöstlich) und Kansas City in Missouri (458 km in der gleichen Richtung).

## Verkehr
Durch Dakota Dunes verläuft die Interstate 29, die von Kansas City nach Winnipeg in der kanadischen Provinz Manitoba führt. Alle anderen Straßen innerhalb von Dakota Dunes sind untergeordnete innerörtliche Verbindungsstraßen.
Mit dem Graham Field befindet sich 8,6 km nördlich ein kleiner Flugplatz. Die nächsten größere Flughäfen sind der Sioux Gateway Airport in Sioux City (23,5 km südöstlich) und der 139 km nördlich gelegene Sioux Falls Regional Airport, der größte Flughafen South Dakotas.

## Geschichte
Dakota Dunes ist eine planmäßig angelegte Siedlung für wohlhabende Bewohner. Im Jahr 1988 erfolgte durch die MidAmerican Energy Holdings Company, eine Tochtergesellschaft von Berkshire Hathaway, der Baubeginn.

## Demografische Daten
Nach der Volkszählung im Jahr 2010 lebten in Dakota Dunes 2540 Menschen in 969 Haushalten. Die Bevölkerungsdichte betrug 313,6 Einwohner pro Quadratkilometer. In den 969 Haushalten lebten statistisch je 2,62 Personen.
Ethnisch betrachtet setzte sich die Bevölkerung zusammen aus 92,0 Prozent Weißen, 1,6 Prozent Afroamerikanern, 0,4 Prozent amerikanischen Ureinwohnern, 3,4 Prozent Asiaten sowie 0,3 Prozent aus anderen ethnischen Gruppen; 2,3 Prozent stammten von zwei oder mehr Ethnien ab. Unabhängig von der ethnischen Zugehörigkeit waren 2,0 Prozent der Bevölkerung spanischer oder lateinamerikanischer Abstammung.
28,9 Prozent der Bevölkerung waren unter 18 Jahre alt, 59,6 Prozent waren zwischen 18 und 64 und 11,5 Prozent waren 65 Jahre oder älter. 49,5 Prozent der Bevölkerung war weiblich.
Das mittlere jährliche Einkommen eines Haushalts lag bei 110.212 USD. Das Pro-Kopf-Einkommen betrug 53.372 USD. 0,7 Prozent der Einwohner lebten unterhalb der Armutsgrenze.